# Thelocoris
Thelocoris is een geslacht van wantsen uit de familie van de Reduviidae (Roofwantsen). Het geslacht werd voor het eerst wetenschappelijk beschreven door Gustav Mayr in 1866.

## Soorten
Het genus bevat de volgende soort:

- Thelocoris nigricans (Stål, 1866)